# Listă de companii media
Aceasta este o listă de companii media. Termenul "companie media" este uneori înlocuit de termenii "trust de presă" sau "publisher".
- Dow Jones & Company
- International Data Group
- McGraw-Hill
- News Corporation